# Ilex malabarica
Ilex malabarica là một loài thực vật có hoa trong họ Aquifoliaceae. Loài này được Bedd. mô tả khoa học đầu tiên năm 1871.